# Xanthopimpla nigripectus
Xanthopimpla nigripectus là một loài tò vò trong họ Ichneumonidae.